# Élections cantonales de 1964 dans la Somme
Les élections cantonales ont eu lieu le 8 septembre et le 15 mars 1964.

## Contexte départemental

### Assemblée départementale sortante
Avant les élections, le conseil général de la Somme est présidé par Max Lejeune (SFIO), à la tête du département depuis 1945. Il comprend 41 conseillers généraux issus des 41 cantons de la Somme. 22 d'entre eux sont renouvelables lors de ces élections.
| Parti                                          | Sigle | Sigle | Élus | Groupe                     |
| ---------------------------------------------- | ----- | ----- | ---- | -------------------------- |
| Centre-gauche (33 sièges)                      |       |       |      |                            |
| Parti radical-socialiste                       |       | Rad.  | 17   | Rassemblement démocratique |
| Modérés                                        |       | Mod.  | 2    | Rassemblement démocratique |
| Section française de l'Internationale ouvrière |       | SFIO  | 13   | Socialiste                 |
| Divers gauche                                  |       | DVG   | 1    | Socialiste                 |
| Centre-droit (3 sièges)                        |       |       |      |                            |
| Centre national des indépendants et paysans    |       | CNIP  | 2    | Centre démocratique        |
| Mouvement républicain populaire                |       | MRP   | 1    | Centre démocratique        |
| Gauche (3 sièges)                              |       |       |      |                            |
| Parti communiste français                      |       | PCF   | 3    | Communiste                 |
| Droite (2 sièges)                              |       |       |      |                            |
| Union pour la nouvelle République              |       | UNR   | 2    | UNR                        |
| Président du conseil général                   |       |       |      |                            |
| Max Lejeune (SFIO)                             |       |       |      |                            |

## Conseil général élu
| Canton                 | Conseiller sortant   | Parti | Parti | Conseiller élu       | Parti | Parti |
| ---------------------- | -------------------- | ----- | ----- | -------------------- | ----- | ----- |
| Abbeville-Sud          | Max Lejeune          |       | SFIO  | Max Lejeune          |       | SFIO  |
| Ailly-sur-Noye         | William Classen      |       | Rad.  | William Classen      |       | Rad.  |
| Amiens-Nord-Ouest      | Yves Mercher         |       | SFIO  | Augustin Dujardin    |       | PCF   |
| Amiens-Nord-Est        | Léon Dupontreué      |       | PCF   | Léon Dupontreué      |       | PCF   |
| Bernaville             | Maurice Crépin       |       | SFIO  | Maurice Crépin       |       | SFIO  |
| Boves                  | Charles Houllier     |       | Rad.  | Charles Houllier     |       | Rad.  |
| Bray-sur-Somme         | Fernand Adriaenssens |       | SFIO  | Fernand Adriaenssens |       | SFIO  |
| Chaulnes               | Jean Gilbert-Jules   |       | Rad.  | Pierre Maille        |       | MRP   |
| Crécy-en-Ponthieu      | Hélène Lœuillet      |       | SFIO  | André Delannoy       |       | UNR   |
| Domart-en-Ponthieu     | René Lamps           |       | PCF   | René Lamps           |       | PCF   |
| Hallencourt            | André Deschamps      |       | Rad.  | André Deschamps      |       | Rad.  |
| Ham                    | Émile Luciani        |       | UNR   | Émile Luciani        |       | UNR   |
| Hornoy-le-Bourg        | Charles Dufour       |       | SFIO  | Charles Dufour       |       | SFIO  |
| Moreuil                | Charles Damay *      |       | MRP   | Urbain Deléens       |       | DVD   |
| Nouvion                | Ernest Lécuyer       |       | SFIO  | Ernest Lécuyer       |       | SFIO  |
| Oisemont               | Pierre Vasseur       |       | Rad.  | Charles Bignon       |       | RI    |
| Péronne                | Daniel Boinet        |       | Rad.  | Daniel Boinet        |       | Rad.  |
| Picquigny              | Eugène Leclerecq     |       | Rad.  | Daniel Tabary        |       | PCF   |
| Poix-de-Picardie       | Henri Rameau         |       | Rad.  | Henri Rameau         |       | Rad.  |
| Rosières-en-Santerre   | Jean Millet          |       | DVG   | Jean Millet          |       | DVG   |
| Saint-Valery-sur-Somme | René Delepierre      |       | CNIP  | Robert Becquet       |       | SFIO  |
| Villers-Bocage         | Richard Vilbert ¹    |       | Rad.  | Pierre Claisse       |       | MRP   |

*Conseillers généraux sortants ne se représentant pas
¹ Siège vacant à la suite du décès de Richard Vilbert le 16 février 1964.

### Élus
| Partis              | Partis                                         | Conseillers sortants | Conseillers élus | Évolution     |
| ------------------- | ---------------------------------------------- | -------------------- | ---------------- | ------------- |
|                     | Parti radical-socialiste                       | 9                    | 5                | 4             |
|                     | Section française de l'Internationale ouvrière | 7                    | 6                | 1             |
|                     | Divers gauche                                  | 1                    | 1                | en stagnation |
| Total Centre-gauche | Total Centre-gauche                            | 17                   | 13               | 4             |
|                     | Parti communiste français                      | 2                    | 4                | 1             |
| Total Gauche        | Total Gauche                                   | 2                    | 4                | 2             |
|                     | Mouvement républicain populaire                | 1                    | 2                | 1             |
|                     | Divers droite                                  | /                    | 1                | 1             |
|                     | Centre national des indépendants et paysans    | 1                    | /                | 1             |
| Total Centre-droit  | Total Centre-droit                             | 2                    | 3                | 1             |
|                     | Union pour la nouvelle République              | 1                    | 2                | 1             |
|                     | Républicains indépendants                      | /                    | 1                | 1             |
| Total Droite        | Total Droite                                   | 1                    | 3                | 2             |

### Groupes politiques
| Parti                                          | Sigle | Sigle | Élus | Groupe                     |
| ---------------------------------------------- | ----- | ----- | ---- | -------------------------- |
| Centre-gauche (28 sièges)                      |       |       |      |                            |
| Parti radical-socialiste                       |       | Rad.  | 13   | Rassemblement démocratique |
| Modérés                                        |       | Mod.  | 2    | Rassemblement démocratique |
| Section française de l'Internationale ouvrière |       | SFIO  | 12   | Socialiste                 |
| Divers gauche                                  |       | DVG   | 1    | Socialiste                 |
| Gauche (5 sièges)                              |       |       |      |                            |
| Parti communiste français                      |       | PCF   | 5    | Communiste                 |
| Droite (4 sièges)                              |       |       |      |                            |
| Union pour la nouvelle République              |       | UNR   | 3    | UNR et indépendants        |
| Républicains indépendants                      |       | RI    | 1    | UNR et indépendants        |
| Centre-droit (4 sièges)                        |       |       |      |                            |
| Mouvement républicain populaire                |       | MRP   | 2    | Centre démocratique        |
| Centre national des indépendants et paysans    |       | CNIP  | 1    | Centre démocratique        |
| Divers droite                                  |       | DVD   | 1    | Centre démocratique        |
| Président du conseil général                   |       |       |      |                            |
| Max Lejeune (SFIO)                             |       |       |      |                            |